# Carlos Lloyd Braga
Carlos Alberto Lloyd Braga GOIP • GCIP (Lisboa, 3 de Outubro de 1928 – 27 de Maio de 1997) foi um professor e ministro da educação português.

## Biografia
Licenciou-se em Engenharia Química no Instituto Superior Técnico da Universidade Técnica de Lisboa, onde foi assistente.
Foi Professor Catedrático, primeiro da Universidade de Lourenço Marques e depois na Universidade do Minho.
Em 1965 doutorou-se em Física, pela Universidade de Manchester, Inglaterra.
Ministro da Educação, Cultura e Desporto do III Governo Constitucional em 1978.
Reitor da Universidade do Minho de 1973 a 1980 e da Universidade do Algarve de 1986 a 1990.
Grande-Oficial da Ordem da Instrução Pública a 24 de Agosto de 1985 elevado a Grã-Cruz da Ordem da Instrução Pública a 29 de Outubro de 1998.

## Funções governamentais exercidas
- III Governo Constitucional
  - Ministro da Educação e Cultura